# Visconde de Sarmento
Visconde de Sarmento é um título nobiliárquico criado por D. Fernando II de Portugal, Regente durante a menoridade de D. Pedro V de Portugal, por Decreto de 15 de Setembro de 1855, em favor de João Ferreira Sarmento Pimentel de Morais, antes 1.° Barão de Sarmento e depois 1.° Conde de Sarmento.
Titulares
1. João Ferreira Sarmento Pimentel de Morais, 1.° Barão, 1.° Visconde e 1.° Conde de Sarmento.